# Суперліга (Данія)
Чемпіона́т Да́нії з футбо́лу, Да́нська Суперлі́га — футбольні змагання в Данії, засновані в 1991 році. Раніше вищою футбольної лігою країни був 1-й дивізіон. Сезон складається з двох етапів і проходить з серпня по травень.

## Чемпіони

### Чемпіонат Копенгагена
Після свого заснування в 1889 році Данська футбольна асоціація (DBU) урочисто започаткувала Футбольний турнір (дан. Fodboldturneringen), у якому змагалися лише клуби з Копенгагена. Переможці цього турніру в наш час не вважаються офіційними чемпіонами Данії. Після створення Копенгагенської футбольної асоціації (KBU) у 1903 році управління футбольним турніром було передано новоствореній регіональній футбольній асоціації, яка продовжила організацію щорічних Футбольних чемпіонатів Копенгагена (дан. Københavnsmesterskabet i fodbold). З появою п'яти інших регіональних футбольних асоціацій, а саме: ФА Ютландії (JBU), ФА Зеландії (SBU), ФА Фюна (FBU), ФА Лолланд-Фальстера (LFBU) і ФА Борнхольма (BBU), вони також почали влаштовувати чемпіонати своїх регіонів, паралельно з чемпіонатом Копенгагена.
| Футбольний турнір |                          |
| Сезон             | Переможець               |
| 1889-90           | АБ                       |
| 1890-91           | КБ                       |
| 1891-92           | Переможець не визначений |
| 1892-93           | АБ                       |
| 1893-94           | АБ                       |
| 1894-95           | АБ                       |
| 1895-96           | АБ                       |
| 1896-97           | КБ                       |
| 1897-98           | КБ                       |
| 1898-99           | АБ                       |
| 1899-1900         | Переможець не визначений |
| 1900-01           | Б 93                     |
| 1901-02           | Фрем                     |
| 1902-03           | КБ                       |

| Футбольний чемпіонат Копенгагена |                          |
| Сезон                            | Переможець               |
| 1903-04                          | Фрем                     |
| 1904-05                          | КБ                       |
| 1905-06                          | Б 93                     |
| 1906-07                          | Переможець не визначений |
| 1907-08                          | Б 93                     |
| 1908-09                          | Б 93                     |
| 1909-10                          | КБ                       |
| 1910-11                          | КБ                       |
| 1911 (осінь)                     | Остербро                 |
| 1912 (весна)                     | КБ                       |
| 1912-13                          | КБ                       |
| 1913-14                          | КБ                       |
| 1914-15                          | Б 93                     |
| 1915-16                          | КБ                       |
| 1916-17                          | КБ                       |
| 1917-18                          | КБ                       |
| 1918-19                          | АБ                       |
| 1919-20                          | Б 93                     |

### Національний футбольний турнір
Національний футбольний турнір (дан. Landsfodboldturneringen) проводили з 1912 по 1927 роки. Розігрувався як плей-оф. Чемпіон Копенгагена напряму потрапляв у фінал, а другого фіналіста визначали переможці інших регіональних чемпіонатів Данії. Столичні клуби кожного разу здобували перемогу. В 1914, 1916 і 1917 роках також проводився півфінал, у якому друге місце чемпіонату Копенгагена зустрічалось з чемпіоном решти Данії. Щоразу столичні клуби вигравали в півфіналі, тому тричі у національному фіналі зустрічалися два клуби з Копенгагену.
| Сезон     | Чемпіон         |
| --------- | --------------- |
| 1912/1913 | КБ (Копенгаген) |
| 1913/1914 | КБ (Копенгаген) |
| 1914/1915 | перерваний      |
| 1915/1916 | Б 93            |
| 1916/1917 | КБ (Копенгаген) |

| Сезон     | Чемпіон         |
| --------- | --------------- |
| 1917/1918 | КБ (Копенгаген) |
| 1918/1919 | АБ              |
| 1919/1920 | Б 1903          |
| 1920/1921 | АБ              |
| 1921/1922 | КБ (Копенгаген) |

| Сезон     | Чемпіон         |
| --------- | --------------- |
| 1922/1923 | Фрем            |
| 1923/1924 | Б 1903          |
| 1924/1925 | КБ (Копенгаген) |
| 1925/1926 | Б 1903          |
| 1926/1927 | Б 93            |

### Данський турнір
Данський турнір (дан. Danmarksturneringen) проводили з 1927 по 1929 роки.
| Сезон     | Чемпіон       |
| --------- | ------------- |
| 1927/1928 | не визначений |
| 1928/1929 | Б 93          |

### Чемпіонат серії
Чемпіонат серії (дан. Mesterskabsserien) проводили з 1929 по 1940 роки.
| Сезон     | Чемпіон         |
| --------- | --------------- |
| 1929/1930 | Б 93            |
| 1930/1931 | Фрем            |
| 1931/1932 | КБ (Копенгаген) |
| 1932/1933 | Фрем            |
| 1933/1934 | Б 93            |
| 1934/1935 | Б 93            |

| Сезон     | Чемпіон         |
| --------- | --------------- |
| 1935/1936 | Фрем            |
| 1936/1937 | АБ              |
| 1937/1938 | Б 1903          |
| 1938/1939 | Б 93            |
| 1939/1940 | КБ (Копенгаген) |

### Роки війни (1940—1945рр.)
| Сезон     | Чемпіон |
| --------- | ------- |
| 1940/1941 | Фрем    |
| 1941/1942 | Б 93    |
| 1942/1943 | АБ      |
| 1943/1944 | Фрем    |
| 1944/1945 | АБ      |

### 1-й дивізіон
1-й дивізіон (дан. 1. division) проводили з 1945 по 1990 роки.
| Сезон     | Чемпіон          |
| --------- | ---------------- |
| 1945/1946 | Болдклуббен 1893 |
| 1946/1947 | Академіск БК     |
| 1947/1948 | КБ (Копенгаген)  |
| 1948/1949 | КБ (Копенгаген)  |
| 1949/1950 | КБ (Копенгаген)  |
| 1950/1951 | Академіск БК     |
| 1951/1952 | Академіск БК     |
| 1952/1953 | КБ (Копенгаген)  |
| 1953/1954 | Кеге             |
| 1954/1955 | Орхус            |
| 1955/1956 | Орхус            |
| 1956/1957 | Орхус            |
| 1958      | Вайле            |
| 1959      | Болдклуббен 1909 |
| 1960      | Орхус            |

| Сезон | Чемпіон          |
| ----- | ---------------- |
| 1961  | Есб'єрг          |
| 1962  | Есб'єрг          |
| 1963  | Есб'єрг          |
| 1964  | Болдклуббен 1909 |
| 1965  | Есб'єрг          |
| 1966  | Відовре          |
| 1967  | Академіск БК     |
| 1968  | КБ (Копенгаген)  |
| 1969  | Болдклуббен 1903 |
| 1970  | Болдклуббен 1903 |
| 1971  | Вайле            |
| 1972  | Вайле            |
| 1973  | Відовре          |
| 1974  | КБ (Копенгаген)  |
| 1975  | Кеге             |

| Сезон | Чемпіон          |
| ----- | ---------------- |
| 1976  | Болдклуббен 1903 |
| 1977  | Оденсе           |
| 1978  | Вайле            |
| 1979  | Есб'єрг          |
| 1980  | КБ (Копенгаген)  |
| 1981  | Відовре          |
| 1982  | Оденсе           |
| 1983  | Люнгбю           |
| 1984  | Вайле            |
| 1985  | Брондбю          |
| 1986  | Орхус            |
| 1987  | Брондбю          |
| 1988  | Брондбю          |
| 1989  | Оденсе           |
| 1990  | Брондбю          |

### Суперліга
Суперлігу (дан. Superligaen) проводять з 1991 року.
| Сезон     | Чемпіон    | Друге місце      | Третє місце  |
| --------- | ---------- | ---------------- | ------------ |
| 1991      | Брондбю    | Люнгбю           | Орхус        |
| 1991—1992 | Люнгбю     | Болдклуббен 1903 | Фрем         |
| 1992—1993 | Копенгаген | Оденсе           | Брондбю      |
| 1993—1994 | Сількеборг | Копенгаген       | Брондбю      |
| 1994—1995 | Ольборг    | Брондбю          | Сількеборг   |
| 1995—1996 | Брондбю    | Орхус            | Оденсе       |
| 1996—1997 | Брондбю    | Вайле            | Орхус        |
| 1997—1998 | Брондбю    | Сількеборг       | Копенгаген   |
| 1998—1999 | Ольборг    | Брондбю          | Академіск БК |
| 1999—2000 | Герфельге  | Брондбю          | Академіск БК |
| 2000—2001 | Копенгаген | Брондбю          | Сількеборг   |
| 2001—2002 | Брондбю    | Копенгаген       | Мідтьюлланд  |
| 2002—2003 | Копенгаген | Брондбю          | Фарум        |
| 2003—2004 | Копенгаген | Брондбю          | Есб'єрг      |
| 2004—2005 | Брондбю    | Копенгаген       | Мідтьюлланд  |
| 2005—2006 | Копенгаген | Брондбю          | Оденсе       |
| 2006—2007 | Копенгаген | Мідтьюлланд      | Ольборг      |
| 2007—2008 | Ольборг    | Мідтьюлланд      | Копенгаген   |

| Сезон     | Чемпіон     | Друге місце | Третє місце |
| --------- | ----------- | ----------- | ----------- |
| 2008—2009 | Копенгаген  | Оденсе      | Брондбю     |
| 2009—2010 | Копенгаген  | Оденсе      | Брондбю     |
| 2010—2011 | Копенгаген  | Оденсе      | Брондбю     |
| 2011—2012 | Норшелланн  | Копенгаген  | Мідтьюлланд |
| 2012—2013 | Копенгаген  | Норшелланн  | Раннерс     |
| 2013—2014 | Ольборг     | Копенгаген  | Мідтьюлланд |
| 2014—2015 | Мідтьюлланд | Копенгаген  | Брондбю     |
| 2015—2016 | Копенгаген  | Сеннер'юск  | Мідтьюлланн |
| 2016—2017 | Копенгаген  | Брондбю     | Люнгбю      |
| 2017—2018 | Мідтьюлланн | Брондбю     | Норшелланн  |
| 2018—2019 | Копенгаген  | Мідтьюлланн | Есб'єрг     |
| 2019—2020 | Мідтьюлланн | Копенгаген  | Орхус       |
| 2020—2021 | Брондбю     | Мідтьюлланн | Копенгаген  |
| 2021—2022 | Копенгаген  | Мідтьюлланн | Сількеборг  |
| 2022—2023 | Копенгаген  | Норшелланн  | Орхус       |
| 2023—2024 | Мідтьюлланн | Брондбю     | Копенгаген  |
| 2024—2025 | Копенгаген  | Мідтьюлланн | Брондбю     |

## Переможці
| Клуб             | Кількість титулів |
| ---------------- | ----------------- |
| КБ (Копенгаген)  | 16                |
| Копенгаген       | 16                |
| Брондбю          | 11                |
| Академіск БК     | 9                 |
| Болдклуббен 1893 | 9                 |
| Болдклуббен 1903 | 7                 |
| Фрем             | 6                 |
| Орхус            | 5                 |
| Есб'єрг          | 5                 |
| Вейле            | 5                 |
| Ольборг          | 4                 |
| Мідтьюлланд      | 4                 |
| Оденсе           | 3                 |
| Відовре          | 3                 |
| Болдклуббен 1909 | 2                 |
| Кеге             | 2                 |
| Люнгбю           | 2                 |
| Норшелланн       | 1                 |
| Герфельге        | 1                 |
| Сількеборг       | 1                 |

| Клуб        | Кількість титулів | Переможні роки                                                                                 |
| ----------- | ----------------- | ---------------------------------------------------------------------------------------------- |
| Копенгаген  | 16                | 1993, 2001, 2003, 2004, 2006, 2007, 2009, 2010, 2011, 2013, 2016, 2017, 2019, 2022, 2023, 2025 |
| Брондбю     | 7                 | 1991, 1996, 1997, 1998, 2002, 2005, 2021                                                       |
| Ольборг     | 4                 | 1995, 1999, 2008, 2014                                                                         |
| Мідтьюлланд | 4                 | 2015, 2018, 2020, 2024                                                                         |
| Норшелланн  | 1                 | 2012                                                                                           |
| Герфельге   | 1                 | 2000                                                                                           |
| Сількеборг  | 1                 | 1994                                                                                           |
| Люнгбю      | 1                 | 1992                                                                                           |